# 기다규슈조선초급학교
기다규슈조선초급학교(일본어: 北九州朝鮮初級学校 기타큐슈 조선 초중급학교[*])는 일본 기타큐슈시에 위치한 조선학교이다.

## 연혁
- 1968년 - 기타큐슈 조선 초중급학교로서 창립
- 2004년 - 중급부를 이설해 단독의 초급학교가 되는 지쿠호 조선 초급학교를 통합

## 학과
- 초급부
- 유치반